# Acrocercops cherimoliae
Acrocercops cherimoliae là một loài bướm đêm thuộc họ Gracillariidae. Nó được tìm thấy ở Cộng hòa Dân chủ Congo.
Ấu trùng ăn Annona cherimolia. Chúng có thể ăn lá nơi chúng làm tổ.